# Panieński Czub
Panieński Czub – zalesiony szczyt o wysokości 508 m n.p.m., na Pogórzu Przemyskim.